# Dødsstråle
Dødsstråle (russisk: Луч смерти) er en sovjetisk film fra 1925 af Lev Kulesjov.

## Medvirkende
- Porfirij Podobed som Podobed
- Vsevolod Pudovkin som Revo
- Vladimir Fogel som Fog
- Aleksandra Khokhlova som Edith
- Leonid Obolenskij som Hard